# 村俊英
村 俊英（むら としひで 1955年5月8日- ）は、日本のミュージカル俳優である。福岡県出身。劇団四季所属。

## 略歴
国立音楽大学声楽科卒業。二期会オペラ研究所修了。静岡オペラ協会などに出演。1988年に日伊コンソルソで金賞を受賞。1990年劇団四季のオーディションに合格し入団。同年『オペラ座の怪人』のムッシュー・フィルマンで初舞台を踏み、その後『キャッツ』の長老猫オールド・デュトロノミーなどで活躍。
とにかく歌うのが好きで、「歌う機会がオペラはあまりない、劇団四季なら毎日公演をやっているので毎日歌える」という思いから、劇団四季のオーディションを受ける。
1995年には『オペラ座の怪人』のファントムで舞台に立ち今に至る。
2010年9月、『サウンド・オブ・ミュージック』でトラップ大佐役としてデビュー。

## 出演作品[5]
- オペラ座の怪人 （ファントム、ムッシュー・フィルマン）[3]
- キャッツ（オールド・デュトロノミー、アスパラガス＝グロールタイガー）[1]
- アスペクツ・オブ・ラブ(ジョージ)
- ジーザス・クライスト＝スーパースター ジャポネスクヴァージョン（ピラト）[6]
- ジーザス・クライスト＝スーパースター エルサレムヴァージョン（ピラト）[7]
- ライオンキング（スカー）[8]
- 劇団四季 ソング&ダンス55ステップス（ヴォーカルパート）[9]
- サウンド・オブ・ミュージック（トラップ大佐）[10][11]
- リトルマーメイド（トリトン）[12][13]
- ノートルダムの鐘 （クロード・フロロー）[14]
- 美女と野獣  (コッグスワース)

## アニメーション
- ノートルダムの鐘(クロード・フロロー、歌）[15]